# Heinrich Schwabe
Samuel Heinrich Schwabe  (Dessau, 25 de octubre de 1789 - Dessau, 11 de abril de 1875) fue un naturalista, botánico y astrónomo alemán descubridor del ciclo de las manchas solares.

## Vida y obra
Schwabe nació 1789 en la ciudad alemana de Dessau. En 1806, por deseo de su padre, deja la escuela para aprender el oficio de su abuelo de boticario. Estudió Farmacia, Química, Botánica y Física en Berlín hasta 1809. En 1811 regresa a Dessau y se hace cargo de la farmacia de su abuelo. Tras la venta de la farmacia en 1829, Schwabe se consagraría al estudio de las Ciencias Naturales.
En 1825 comienza a interesarse por la astronomía, y en 1826 inició sus observaciones de las manchas solares que darían con la publicación en 1843 del descubriento del ciclo de 11 años de las mismas.
En el año 1841 contrae matrimonio con Ernestine Amalie Moldenhauer.

## Descubrimiento del ciclo de las manchas solares
En 1826, Schwabe comenzó su estudio de las manchas solares. Su verdadera intención era descubrir un nuevo planeta dentro de la órbita de Mercurio al que llamó provisionalmente Vulcano. Debido a la proximidad al Sol, tendría grandes dificultades para observar Vulcano y Schwabe creyó que una posibilidad para detectar el planeta podría ser verlo como una mancha oscura a su paso por delante del Sol. Durante 17 años, desde 1826 a 1843, todos los días claros Schwabe observaba el sol y analizaba sus manchas tratando de detectar Vulcano entre ellas. Aunque no encontró el planeta se dio cuenta de la variación regular en el número de manchas solares y publicó sus descubrimientos en un pequeño artículo titulado "Solar Observations during 1843". En dicho artículo sugirió un período de diez años para las manchas solares (es decir, que cada diez años el número de manchas alcanzaba un máximo). Este artículo atrajo poca atención pero Rudolf Wolf, en aquella época director del Observatorio de Berna (Suiza), quedó impresionado y comenzó él también observaciones regulares de las manchas solares. Las observaciones de Schwabe fueron utilizadas posteriormente en 1851 por Alejandro von Humboldt en el tercer volumen de su Kosmos. 
La periodicidad de las manchas solares es un hecho actualmente verificado y a Schwabe se le reconoce el mérito de su descubrimiento.

## Honores
- En 1857 Schwabe fue distinguido con la Medalla de oro de la Real Sociedad Astronómica[1]

- Miembro extranjero de la Royal Society

### Epónimos
Astronomía
- El cráter lunar Schwabe lleva este nombre en su memoria.[2]

Botánica
- (Acanthaceae) Schwabea Endl.[3]
- La abreviatura «Schwabe» se emplea para indicar a Heinrich Schwabe como autoridad en la descripción y clasificación científica de los vegetales.[4]